# قريوطة ملتحمة التويجات
قريوطة ملتحمة التويجات (الاسم العلمي: Caryota sympetala) هو نوع نباتي يتبع جنس القريوطة من فصيلة الفوفلية.